# Grand comorien
Le grand comorien (ou shingazidja dans la langue) est la langue parlée à la Grande Comore.
Le mot vient des radicaux shi (« langue ») et ngazidja (nom de l'île de Grande Comore).